# Лесное (линейный корабль, 1743)
«Лесно́е» или «Лесно́й» — парусный линейный корабль Балтийского флота Российской империи, один из кораблей типа «Слава России». Находился в составе флота с 1743 по 1759 год, в вооружённых конфликтах участия не принимал, участвовал в практических плаваниях и учениях эскадр кораблей Балтийского флота, однако большую часть времени находился в порту Кронштадта, где по окончании службы и был разобран.
Второй из парусных линейных кораблей Российского императорского флота, названных в честь победы русской армии над шведами в битве при Лесной 28 сентября (9 октября) 1708 года, первым был 90-пушечный линейный корабль 1718 года постройки, участник Северной войны.

## Описание судна
Представитель серии парусных двухдечных линейных кораблей типа «Слава России». Эта серия кораблей была самой многочисленной и одной из самых удачных серий линейных кораблей Российского императорского флота. Корабли серии строились с 1733 по 1774 год на верфях Санкт-Петербурга и Архангельска и принимали участие во всех плаваниях и боевых действиях российского флота в период с 1734 по 1790 год. Всего в рамках серии было построено 58 линейных кораблей. Все корабли этой серии обладали высокими мореходными качествами, хорошей маневренностью и остойчивостью.
Водоизмещение корабля составляло 1200 тонн, длина по сведениям из различных источников от 46,5 до 47,4 метра, ширина от 12,3 до 12,65 метра, а осадка от 5,4 до 5,48 метра. Вооружение судна составляли 66 орудий, включавшие двадцатичетырёх-, двенадцати- и шестифунтовые пушки, а экипаж состоял из 600 человек. Скорость судна при свежем ветре могла достигать восьми узлов.

## История службы
Линейный корабль «Лесное» был заложен на Соломбальской верфи 31 июля (11 августа) 1741 года и после спуска на воду 5 (16) мая 1743 года вошёл в состав Балтийского флота России. Строительство вёл корабельный и камельный мастер майорского ранга Александр Сютерланд.
16 (27) июня 1744 года вышел из Архангельска для перехода в Балтийское море, однако в районе Бергена был вынужден лечь на обратный курс и вернулся в Архангельск. С июля по сентябрь следующего 1745 года корабль всё же совершил переход из Архангельска в Кронштадт.
В 1746 году принимал участие в практическом плавании эскадры кораблей Балтийского флота в Финском заливе и Балтийском море, а 22 июля (2 августа) и 23 июля (3 августа) того же года ещё и в показательных учениях у Ревеля.
После 1746 года корабль «Лесное» в море не выходил, все время находился в порту Кронштадта, где по окончании службы в 1759 году и был разобран. По сведениям из других источников корабль в 1759 году вышел в плавание в Балтийское море, во время которого потерпел крушение и затонул, однако в «Летописи крушений и пожаров судов Русского флота, от начала его по 1854 год» А. П. Соколова записи о крушении корабля отсутствуют.

## Командиры корабля
Командирами линейного корабля «Лесное» в разное время служили:
- капитан полковничьего ранга Д. Герценберг (1744—1746 годs)[11].
- капитан-лейтенант Д. И. Вилисон (1753 год)[комм. 5][12];
- капитан 3-го ранга Ф. К. Макензи (1754 год)[комм. 6][13].

### Комментарии
1. ↑  Также в серию входили два корабля «Северный Орёл» 1735 и 1763 годов постройки, два корабля «Ревель» 1735 и 1756 годов постройки, два корабля «Ингерманланд» 1735 и 1752 годов постройки, два корабля «Святой Пётр» 1741 (до 6 (17) декабря 1741 года назвался «Иоанн») и 1760 годов постройки, два корабля «Полтава» 1743 и 1754 годов постройки, два корабля «Святой Александр Невский» 1749 и 1762 годов постройки, два корабля «Москва» 1750 и 1760 годов постройки, корабли «Слава России» (головной корабль серии), «Основание Благополучия», «Леферм», «Благополучие» (до 6 (17) декабря 1741 года назвался «Правительница Российская»), «Счастие», «Екатерина», «Фридемакер», «Архангел Рафаил», «Святая великомученица Варвара», «Святой Сергий», «Святой Иоанн Златоуст» (В 1751 году был переименован в «Святой Иоанн Златоуст второй» в связи с постройкой одноимённого 80-пушечного корабля), «Архангел Гавриил», «Архангел Уриил», «Наталия», «Астрахань», «Рафаил», «Святой Иаков», «Не тронь меня», «Евстафий Плакида», «Святой Иануарий», «Саратов», «Тверь», «Трёх Иерархов», «Трёх святителей», «Европа», «Всеволод», «Ростислав», «Святой Георгий Победоносец», «Граф Орлов», «Память Евстафия», «Победа», «Виктор», «Вячеслав», «Дмитрий Донской», «Мироносиц», «Святой князь Владимир», «Александр Невский», «Борис и Глеб», «Преслава», «Дерись», «Ингерманландия», «Спиридон» и один корабль без названия 1758 года постройки.
2. ↑  155 футов 6 дюймов.
3. ↑  41 фут 6 дюймов.
4. ↑  18 футов.
5. ↑  Англичанин на русской службе, настоящее имя Duncon Villison, в русской транслитерации также использовалось имя Донкон и вариант фамилии Вильсон.
6. ↑  Шотландец на русской службе, настоящее имя Thomas MacKenzie, в русской транслитерации также использовалось имя Томас и вариант фамилии Мекензи.